# Jigginstown Castle

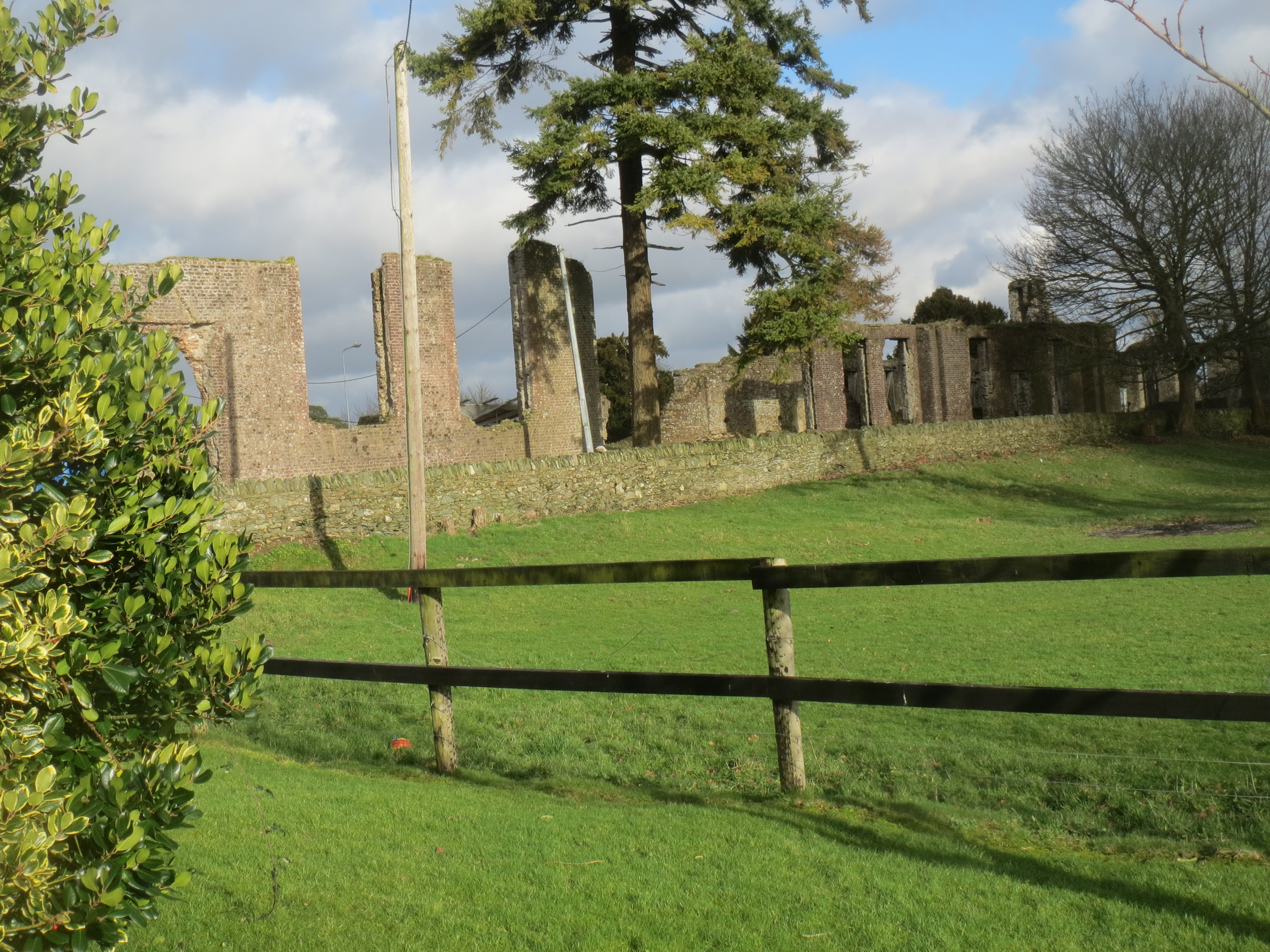
Ruine von Jigginstown Castle in Naas, County Kildare

Jigginstown Castle (irisch Caisleán Bhaile an tSigínigh) ist die Ruine eines Landhauses aus dem 17. Jahrhundert in Naas im irischen County Kildare. Die Reste des Hauses gelten als National Monument. Sie liegt in der Peripherie des Pale in den Vororten von Dublin. Früher war das Gebäude auch als Sigginstown Castle bekannt.

## Geschichte
Thomas Wentworth, 1. Earl of Strafford und Lord Lieutenant of Ireland, ließ mit dem Bau des Hauses Ende der 1630er-Jahre beginnen, in der Regierungszeit des englischen Königs Karl I. (1625–1649). Damals galt des geplante Haus als eines der größten Gebäude in Irland und das erste, das aus roten Ziegeln errichtet wurde. Die Pläne sahen Böden und Säulen aus Kilkenny-Marmor vor.
Lord Strafford wollte eine standesgemäße Unterkunft für den König für dessen Aufenthalte in Irland schaffen. Sein Fall und seine Hinrichtung wegen Landesverrates im Jahre 1641 bedeutete jedoch, dass das Haus niemals fertiggestellt wurde. Es wurde im Bürgerkrieg der 1640er-Jahre zerstört. Laut den Angaben von Lord Straffords Biographin, Cicely Veronica Wedgwood, waren die Fundamente in den 1950er-Jahren noch sichtbar. Der Keller und Reste des Erdgeschosses sind heute noch erhalten.